# Далі (держава)
Далі (кит. 大理 Dàlǐ) — середньовічне царство народу бай з центром у сучасній провінції Юньнань в Китаї. Воно було засноване в 937 році і управлялося династією з 22 монархів до знищення монголами в 1253 році. Столицею було місто Далі.

## Підстави виникнення династії
Попередником Далі була династія Наньчжао, повалена в 902 році; Далі іноді розглядають як одну з династій «царства Наньчжао». Після падіння династії Наньчжао настала смута, і з 902 по 937 рік тут короткочасно правили три династії, поки до влади не прийшов Дуань Сипін, засновник Далі.

## Культура й історія
Як і в Наньчжао, буддизм мав в Далі статус державної релігії. Багато монархів Далі, залишаючи трон, йшли в монастир.
В 1095 році владу в царстві узурпував Гао Шентан, примусити царя Дуань Чженміна зректися і піти в монастир. Він перейменував державу в Дачжун. Через рік Гао Шентан помер, і влада знову повернулася до династії Далі. Прийшовши до влади Дуань Чженчунь назвав відновлене царство Хоу Лі — «пізніше Лі».

## Падіння Далі
За переказами, незважаючи на військову перевагу і переважаючу чисельність, монгольські війська не могли подолати оборонні споруди в долині гірського озера Ерхай, настільки підходящі для оборони, що всього жменька захисників могла тримати оборону роками. Розповідається, що монголи знайшли зрадника, який показав їм таємний шлях через гору Цаншань, довів їх в Далі в обхід його захисників. Далі пало в 1253 році.
У 1274 році була заснована провінція Юньнань, і велика частина території Далі назавжди увійшла до складу Китаю.